# エルンスト・フォン・ドホナーニ
ドホナーニ・エルネー（Dohnányi Ernő [ˈdohnaːɲi ˈɛrnøː] 1877年7月27日ポジョニ（スロヴァキア語名ブラチスラヴァ） - 1960年2月9日ニューヨーク市）は、ハンガリー人のピアニスト、作曲家、指揮者。本人が生涯にわたって作品を発表する際に名乗っていたドイツ語名エルンスト・フォン・ドホナーニ（Ernst von Dohnányi）でも知られる。指揮者・ピアニスト・音楽教師・学校管理者として多忙の合間を縫って、数々の作品を残した作曲家。音楽学校ではバルトークと同窓生に当たるが、ドホナーニ自身はブラームスの流れを汲む、19世紀ロマン主義音楽の伝統に忠実であり続けた。

## 家族
2番目の妻エルザ・ガラフレはバレリーナで、ヴァイオリニストのブロニスラフ・フーベルマンの前妻であったが、エルザをめぐってフーベルマンとドホナーニは喧嘩騒ぎを起こしたことがあった。また、エルザはハンガリー語を話せなかった。
2人の息子のうち、長男ハンス・フォン・ドホナーニ博士はヴァイマル共和国で高名な法学者となり、その後ドイツ第三帝国において、義兄ディートリヒ・ボンヘッファーとならぶ反ナチ・レジスタンスの自己犠牲的な闘士として、ドイツ政治史に名を残すこととなる。ハンスの長男クラウス・フォン・ドホナーニは政界入りし、ハンブルク市長を務めた。ハンスの次男クリストフ・フォン・ドホナーニは世界的な指揮者の一人であり、祖父であるドホナーニ・エルネーが教鞭を執るフロリダ州に学んだ。クリストフの息子ユストゥス（1960年 - ）は、ドイツの俳優である。
ドホナーニは、子孫が著名人になっただけでなく、その門下からも、アニー・フィッシャーやゲザ・アンダ、ミッシャ・レヴィツキなどの往年の名ピアニストや、フリッチャイやショルティらの国際的な指揮者を輩出した。

## 生涯
オーストリア＝ハンガリー二重帝国の教育者の家庭に生まれる。生家は1697年に貴族の称号と紋章を与えられた家系であった。父親は地元ポジョニ（当時はドイツ語名でプレスブルク）のギムナジウムの数学教師で、チェロ演奏の心得もあった。この父親より音楽の手ほどきを受け、その後ブダペスト音楽アカデミーに進んで、地元の教会オルガニスト、カール・フォルストナーにピアノと作曲を学ぶ。1894年にピアノ科でイシュトヴァン・トマーンの講座と、作曲科でハンス・ケスラーの講座を履修した。ハンス・ケスラーはレーガーの従兄にあたる作曲家で、ブラームスに傾倒してその作曲技法を門下に熱心に指導した。最初の出版作品≪ピアノ五重奏曲 第1番 ハ短調≫作品1は、ブラームスその人により称賛され、その尽力でウィーンでも演奏される運びとなった。
1897年、オイゲン・ダルベールより数回のレッスンを受けた後、ベルリンでピアニストとしてデビューを果たし、すぐさま芸術家として傑出した能力を評価された。その後のウィーン・デビューでも同様の成功を収めてから、ヨーロッパ各地で楽旅を続け、成功を収めた。ロンドン・デビューでは、ハンス・リヒターの指揮でベートーヴェンのピアノ協奏曲第4番を演奏している。その後の公演活動では、訪米して名声をうち立てた。同時代のピアニストが、ソロ・リサイタルや協奏曲の演奏に活動を限っていたのに対して、ドホナーニは室内楽ピアニストとしても活躍している。
ヨーゼフ・ヨアヒムに招かれて、1905年から1915年までベルリン高等音楽学校で教鞭を執る。その後ブダペストに戻り、毎年100回以上の演奏会を催した。1919年にブダペスト音楽アカデミー院長に任命されるが、政治的圧力によって同年のうちに解任された。その後はブダペスト・フィルハーモニー管弦楽団の音楽監督に就任し、バルトークやコダーイなどのハンガリー人作曲家の作品を普及するのに尽力したが、自作はさほど上演しなかった。1920年にはピアニストとして、ベートーヴェンのピアノ曲の全曲演奏を実現した。
1934年から再度ブダペスト音楽アカデミー院長に就任し、在任中にモーツァルトのピアノ協奏曲全27曲の演奏を達成するが、政治情勢から1941年に院長職を維持することがままならなくなり、ブダペスト・フィルハーモニー管弦楽団も解散せざるを得なくなる。
第二次世界大戦勃発後、2人の息子がナチス・ドイツと戦っていたが、ドホナーニ自身はホルティ独裁下のハンガリー王国に留まり続け、非政治的姿勢を貫き通しながらも、その半面で自らの発言力を駆使して、ユダヤ系の音楽家を庇い続けた。ソ連軍がブダペストを包囲した1944年に武装親衛隊に護衛される形でドホナーニは妻と共に出国し、オーストリア、アルゼンチン、メキシコを経てアメリカ合衆国へ亡命した。1955年には市民権を取得している。

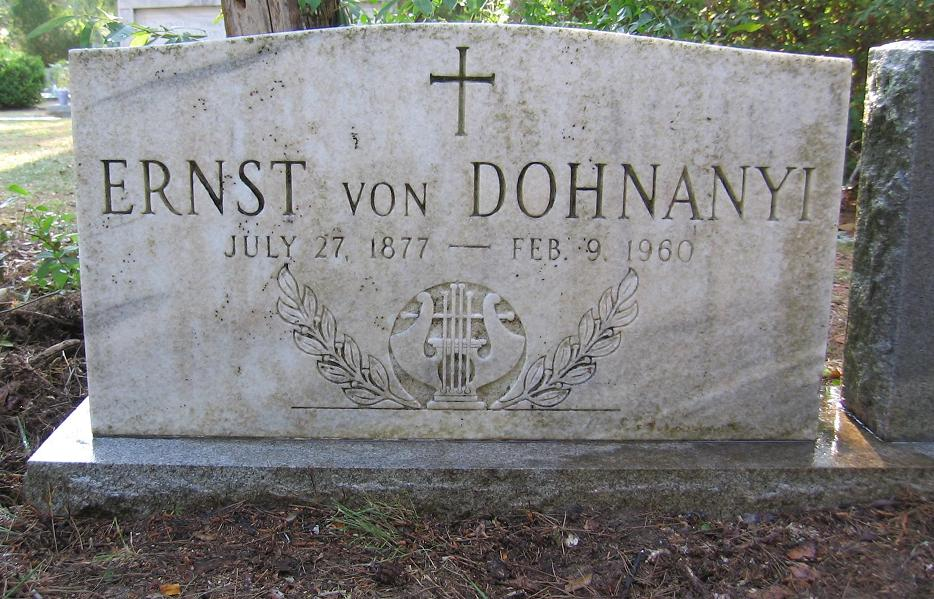
フロリダ州タラハシーにあるドホナーニの墓石

アメリカでコンサート・ピアニストとしての経歴を取り戻すことはかなわなかったが、作曲活動は続け、その間、フロリダ州タラハシーのフロリダ州立大学音楽科で10年に渡って教鞭を執った。同大学では、2002年にエルンスト・フォン・ドホナーニ記念祭が催された。
ドホナーニは1960年にニューヨーク市で肺炎のため亡くなり、タラハシーのローズローン墓地に埋葬された。82歳没。

## 教育活動
ゲオルグ・ショルティ、アニー・フィッシャー、ゲザ・アンダらを指導した。ドホナーニは「何か書けたら、いつでも電話をくれたまえ」「何か（ピアノの演奏が）仕上がったら、いつでもきたまえ」というスタンスであり、ピアノのレッスンの際は、すぐに学生をどかせて、自分で演奏した。ショルティはこれに対して「教師としては致命的な間違い」と評しており、フィッシャーやアンダのような、手本から学ぶ能力のある学生にとっては有意義であったが、才能のない学生にとっては不毛であったと述べている。
ピアノのテクニックについての教則本も遺しており、これは諸外国で翻訳された。

## 評価
ドホナーニの弟子の1人ゲオルグ・ショルティは、ドホナーニについて「素晴らしいピアニストであった」「彼の弾くベートーヴェンはきわめて自由であると同時に、フレージングと様式にたいする鋭い感覚にあふれていた」と評している。ただし、練習をあまりしていなかったゆえ、演奏中に曲を忘れることもしばしばあり、その時は即興演奏で乗り切っていたとも述べている。なお、ドホナーニ自身、あまり練習をしてはいけないと弟子に言っており「1日3時間の練習でひとつの曲をものにできないなら、いくらやっても無駄ということだ」と語った。

## 演奏と録音
ドホナーニはピアニストや指揮者として、演奏だけでなく、録音にも意欲的に取り組み、ピアニストとしてはヨーロッパ時代から最晩年のアメリカ時代（最後の録音は肺炎で亡くなる10日前である）まで録音を残している。自作自演よりも、古典的なレパートリー、とりわけモーツァルトやベートーヴェン、シューマンを得意とした。いくつかの録音は現在CDにも復刻されている。ピアニストとしては、正確無比の演奏技巧と、独自の解釈によって知られ、近年イギリスや日本で復刻が行われている。指揮者としては、バルトークの『舞踏組曲』などの世界初演者として名を残した。

## 作曲様式と作品
作風は折衷的である。ハンガリーのさまざまな民族音楽の要素を取り入れているが、コダーイやバルトークのような愛国的な作曲家とは看做されていない。ドホナーニの創作姿勢は、ヨーロッパのクラシック音楽の強力な伝統に、より深く根ざしており、とりわけブラームスの痕跡が歴然としている。いくつかの作品ではブラームス作品からフレーズを引用し、先輩作曲家への敬意を明らかに示しており、また有名なピアノ曲『演奏会用練習曲集』作品28は、ショパンの練習曲よりもむしろブラームスのカプリッチョやインテルメッツォを模範としている。
しかしながら、他にもさまざまな影響を吸収し、成熟期の作風は、R.シュトラウスやマーラーの華麗なオーケストレーションや、レーガーの複雑な対位法様式も採り入れている。渡米後の作品、たとえば最後の管弦楽曲となった『アメリカ狂詩曲』では、古いアメリカ民謡や、ジャズへの関心を窺がわせている。
『演奏会用練習曲』はゴドフスキやラフマニノフによってしばしば演奏・録音され、早くから有名であった。戦後のハンガリー政府は、初期の政権発足時に弾圧したにもかかわらず、共産党独裁体制の末期に近づいてから、ブダペストの音楽出版社よりドホナーニのピアノ曲集を刊行した。
ドホナーニは編曲も多く手掛けており、シューベルトの「高雅なワルツ」、ブラームスのワルツ集、｢ジプシー風ロンド｣、ヨハン・シュトラウス2世のワルツなどのピアノ独奏用編曲を残している。

### 主要作品一覧

#### 管弦楽曲
- 交響曲第1番ニ短調 作品9 (1900 - 01年)
- 交響曲第2番 ホ長調 作品40 (1943 - 44年作曲、1953 - 56年改訂)
- 女ピエロのヴェール Der Schleier der Pierrette 作品18 (1910年)
- 組曲嬰ヘ短調 作品19 (1908～09年)
- ハンガリア牧歌 作品32b (1924年)
- 交響的瞬間 作品36 (1933年)
- アメリカ狂詩曲 作品47 (1953年)

#### 協奏曲・協奏的作品
- ピアノ協奏曲第1番 ホ短調 作品5 (1897 - 98年)
- ピアノ協奏曲第2番 ロ短調 作品42 (1946 - 47年)
- ピアノと管弦楽のための童謡主題による変奏曲 ハ長調 作品25 (1914年)
- ヴァイオリン協奏曲第1番 ニ短調 作品27 (1914 - 15年)
- ヴァイオリン協奏曲第2番 ハ短調 作品43 (1949 - 50年)
- チェロと管弦楽のためのコンチェルトシュテュック ニ長調 作品12 (1903～04年)
- ハープ小協奏曲 作品45 (1952)

#### 室内楽曲
- ピアノ、クラリネット、ホルン、弦楽のための六重奏曲 ハ長調 作品37 (1935年)
- ピアノ五重奏曲第1番 ハ短調 作品1 (1895年)
- ピアノ五重奏曲第2番 変ホ短調 作品26 (1914年)
- 弦楽四重奏曲第1番 イ長調 作品7 (1899年)
- 弦楽四重奏曲第2番 変ニ長調 作品15 (1906年)
- 弦楽四重奏曲第3番 イ短調 作品33 (1926年)
- 弦楽三重奏のためのセレナーデ ハ長調 作品10 (1902年)
- チェロ・ソナタ 変ロ短調 作品8 (1899年)
- ヴァイオリン・ソナタ 嬰ハ短調 作品21 (1912年)
- フルートのための2つの小品 作品48（1958-59年）…最後に出版された作品。
  - アリア（フルートとピアノのための）
  - パッサカリア（無伴奏フルートのための）

#### ピアノ曲
- 4つのピアノ小品 作品2 (1896～97年)
- 4つの狂詩曲 作品11 (1902～03年)
- 冬のロンド 作品13 (1905年)
- 組曲形式によるユーモレスク 作品17 (1907年)
- 古い様式による組曲 作品24 (1913年)
- 6つの演奏会用練習曲 作品28 (1916年)
- ハンガリア牧歌 作品32a (1923～24年)
- 教則本：毎日の指の練習 全3巻 (1929年)
- 6つのピアノ小品 作品41 (1945年)
- 3つのピアノ小品 作品44 (1951年)

#### 歌劇
- 1幕の喜歌劇≪シモーナおばさんTante Simona ≫ 作品20 (1913年)
- ヴォイヴォドの塔A vajvoda tornya 作品30 (1922年)
- 喜歌劇≪テナー歌手A Tenor ≫ 作品34 (1929年)

#### 宗教曲
- セゲドのミサ曲 作品35 (1930年)
- カンタータ≪生命の唄Cantus vitae ≫ 作品38 (1939～41年)
- 聖母哀傷 作品46 (1952～53年)

### 全般
- エルンスト・フォン・ドホナーニ - ピティナ・ピアノ曲事典
- エルンスト・フォン・ドホナーニ - Find a Grave（英語）
- エルンスト・フォン・ドホナーニの楽譜 - 国際楽譜ライブラリープロジェクト
- アメリカにおける最晩年の録音集
- ピアノ音源復刻に関する紹介とレビュー、英語
- ハンガリー最後のロマン派作曲家エルンスト・フォン・ドホナーニ

### 作品個別（試聴等）
- ピアノ五重奏曲第1番ハ短調作品1
  - Dohnanyi Piano Quintet in C Minor, op.1 - Barry Snyder（P）、クリーヴランド弦楽四重奏団による演奏。クリーヴランド弦楽四重奏団公式YouTube。
  - ピアノ五重奏曲第1番作品1の楽譜 - 国際楽譜ライブラリープロジェクト
- ピアノ五重奏曲第2番変ホ短調作品26
  - Piano Quintet No.2 in E-flat Minor, Op.26 - Orion Weiss（P）、アリエル弦楽四重奏団による演奏。Market Square Concerts（公演マネジメント団体）公式YouTube。
  - ピアノ五重奏曲第2番作品26の楽譜 - 国際楽譜ライブラリープロジェクト
- ヴァイオリン協奏曲第1番ニ短調作品27
  - 第1楽章・第2楽章・第3楽章・第4楽章 - Vilmos Szabadi（Vn）、バラージュ・コチャール（Balázs Kocsár）指揮MAV Symphonic Orchestraによる演奏。当該ソリスト自身の公式YouTube。
  - ヴァイオリン協奏曲第1番作品27の楽譜 - 国際楽譜ライブラリープロジェクト
- 交響的瞬間作品36
  - Dohnányi：Symphonic Minutes - オットー・タウスク指揮ガリシア交響楽団による演奏。ガリシア交響楽団公式YouTube。
- フルートのための2つの小品作品48
  - 第1曲「アリア」（フルートとピアノのための）
    - Aria for Flute and Piano, Op.48, No.1 - Matthew Ross（Fl）、Kseniia Polstiankina（P）による演奏。当該Fl独奏者自身の公式YouTube。

  - 第2曲「パッサカリア」（無伴奏フルートのための）
    - Passacaglia for flute solo, op.48, no.2 - Allison Parramore（Fl）の独奏。James Pappoutsakis Memorial Fund（公演マネジメント団体）公式YouTube。